# Cyrille Maret
Cyrille Maret (* 11. August 1987 in Dijon) ist ein französischer Judoka. Er gewann 2016 eine olympische Bronzemedaille.

## Sportliche Karriere
2003 war Maret U17-Europameister und Fünfter der U20-Europameisterschaften. Der 1,89 m große Athlet war auch in den folgenden Jahren meist im Halbschwergewicht am Start. 2004 war er Siebter der U20-Weltmeisterschaften, 2005 gewann er Bronze bei den U20-Europameisterschaften. 2006 siegte er dann bei den U20-Weltmeisterschaften im Halbschwergewicht, im Schwergewicht gewann sein zwei Jahre jüngerer Landsmann Teddy Riner. 
2009 belegte Maret den zweiten Platz bei den Mittelmeerspielen hinter dem Ägypter Ramadan Darwish. Nur wenige Tage später gewann er den Titel bei der Universiade. 2010 siegte Maret zum ersten Mal bei den französischen Meisterschaften. Bei den Judo-Europameisterschaften 2011 belegte er den fünften Platz. Bei den französischen Meisterschaften Ende 2011 verlor er gegen Thierry Fabre, der dann 2012 Frankreich bei den Olympischen Spielen in London vertrat. Bei den Judo-Europameisterschaften 2013 unterlag Maret im Halbfinale gegen den Niederländer Henk Grol, den Kampf um Bronze gewann er gegen den Israeli Or Sasson. Bei den Weltmeisterschaften 2013 belegte Maret den siebten Platz. 2014 erreichte er wieder das Halbfinale bei den Europameisterschaften und unterlag gegen den Tschechen Lukáš Krpálek, durch einen Sieg über den Deutschen Karl-Richard Frey erkämpfte sich Maret die Bronzemedaille. Bei den Weltmeisterschaften belegte der Franzose auch 2014 den siebten Platz. 
Die Europameisterschaften 2015 wurden im Rahmen der Europaspiele in Baku ausgetragen. Im Einzelwettbewerb unterlag Maret wieder dem Tschechen Krpálek, im Kampf um Bronze besiegte er diesmal den Deutschen Dimitri Peters. Im Mannschaftskampf gewann die französische Equipe den Titel gegen die georgischen Judoka. Bei den Judo-Weltmeisterschaften 2015 belegte Maret den fünften Platz nach Niederlagen gegen den Japaner Ryūnosuke Haga und den Belgier Toma Nikiforov. Im Jahr darauf bei den Olympischen Spielen in Rio de Janeiro unterlag Maret im Halbfinale dem späteren Olympiasieger Lukáš Krpálek, im Kampf um Bronze bezwang er Karl-Richard Frey. Für seinen dritten Platz erhielt er am 30. November 2016 das Ritterkreuz des Ordre national du Mérite.
2017 erreichte Maret das Finale bei den Europameisterschaften in Warschau, verlor dort aber  gegen Elxan Məmmədov aus Aserbaidschan. Ein Jahr später unterlag Maret beim Europameisterschaftsfinale in Tel Aviv dem Belgier Toma Nikiforov. 2019 wurden die Europameisterschaften im Rahmen der Europaspiele in Minsk ausgetragen, Maret gewann eine Bronzemedaille.

## Französische Meistertitel
- Halbschwergewicht: 2010, 2012
- Schwergewicht: 2013, 2016, 2017